# Cime du Vallon
La Cime du Vallon (3.409 m s.l.m.) è una montagna del Massiccio des Écrins nelle Alpi del Delfinato. Si trova in Francia sul confine tra i dipartimenti Alte Alpi ed Isère.

## Caratteristiche
Si trova poco ad oriente del Pic d'Olan.

## Salita alla vetta
Viene salita facilmente da alpinisti equipaggiati, sul suo versante meridionale (Valgaudemar) per lunga salita su neve, agevolata a metà da un comodo rifugio alpino, il Refuge de l'Olan.
Tratti caratteristici sono dei pendii nevosi abbastanza ripidi soprastanti dei grandi salti di roccia, e la breve cresta nevosa sommitale, a volte orlata da belle cornici.